# Підземне сховище газу Урзічень
Підземне сховище газу Урзічень – об’єкт нафтогазової інфраструктури Румунії. 
Сховище, яке ввели в експлуатацію у 1978 році, створили на основі виснаженого газового родовища. 
Наразі активний об’єм ПСГ Урзічень становить 360 млн м3 газу. Технічно можливий добовий відбір складає 4,5 млн м3 при добовому рівні закачування у 3 млн м3. Сховище має компресорну станцію та 32 свердловини. Його роботу обслуговують 22,8 км трубопроводів, в тому числі 19,5 км трубопроводів до зазначених свердловин.
Зв’язок із газотранспортною системою країни відбувається через трубопровід Шендрень – Бухарест.